# بریگیته هلم
بریگیته هلم (انگلیسی: Brigitte Helm؛ ‏ ۱۷ مارس ۱۹۰۶ – ۱۱ ژوئن ۱۹۹۶) یک هنرپیشه اهل آلمان بود. از فیلم‌هایی که وی در آن نقش داشته است، می‌توان به متروپلیس، پول، طلا، مهرگیاه و شهر آوازه‌خوانی اشاره کرد. 